# Breslauer FV 06
Breslauer FV 06 Wrocław – niemiecki klub piłkarski z siedzibą we Wrocławiu, działający w latach 1906–1945.

## Historia
6 czerwca 1906 został założony klub SC Pfeil Wrocław. W 1912 roku połączył się z klubem SV Corso 1905 Wrocław. Nowo powstały klub przyjął nazwę Breslauer FV 06 Wrocław i kontynuował historię SC. W 1933 był jednym z założycieli Gauliga Schlesien. W sezonie 1933/34 debiutował w Gauliga Schlesien. Ciągle występował najpierw w Gauliga Schlesien, a po reformie systemu lig w Gauliga Niederschlesien.
W 1945 klub został rozwiązany.

## Sukcesy
- mistrz Südostdeutscher Fussball Verband (Południowo-wschodniego Niemieckiego Związku Piłkarskiego): 1927, 1933